# Parc national d'Anárjohka
Le parc national d'Anárjohka (jusqu'en 2021, appelé parc national Øvre Anárjohka) est un parc national situé dans les municipalités de Karasjok et Kautokeino, dans le comté de Finnmark, au nord de la Norvège.
Créé le 19 décembre 1975, il s'étend en Laponie sur 139 000 hectares. Il est limitrophe du parc national de Lemmenjoki en Finlande. Un processus d’expansion du parc national de 624,6 km² supplémentaires a été lancé en 2009 mais il a été annulé en 2015 après l’opposition locale.

## Description
Le parc national d'Anárjohka est situé à l’intérieur du plateau de Finnmarksvidda et comprend de vastes forêts de bouleaux, des plateaux, des landes, des forêts de pins, des tourbières et près de 700 lacs.
Le parc est nommé d’après la grande rivière Anárjohka qui commence son parcours dans le parc et coule vers le nord. Le nom de la rivière vient de la langue sami du Nord où johka signifie « rivière ». 

## Faune
Sa faune nordique est riche. Les plus grands mammifères sont les élans, mais ils migrent souvent vers des zones plus boisées à l’extérieur du parc pour l’hiver. Le parc dispose de 12 unités de pâturage d’hiver pour les rennes. Par conséquent, de novembre à avril inclus, les rennes dominent complètement le parc. Les ours bruns ont leurs repaires d’hiver dans le parc national et les gloutons ne le fréquentent que sporadiquement. Le renard roux et l'hermine sont les plus communs des petits prédateurs.
De nombreux petits rongeurs habitent le parc. Les lemmings, les campagnols des champs et les campagnols communs sont les plus répandus, mais leur nombre varie beaucoup d’une année à l’autre. Le campagnol à dos rouge du nord, une espèce typique de Sibérie, est un habitant caractéristique du parc national. La région a une population stable de lièvres, et quelques espèces de musaraignes sont également présentes. La chouette harfang est l'un des oiseaux les plus majestueux. 
Le parc national d’Anárjohka possède de nombreuses espèces de poissons. Le saumon, la truite, l'épinoche à trois épines, l’ombre grise, le corégone, le brochet, la perche, la lotte et le vairon sont courants. L’une des espèces de poissons les plus rares est l’omble chevalier, que l’on ne trouve que dans un seul lac.